# Tour Menchikov

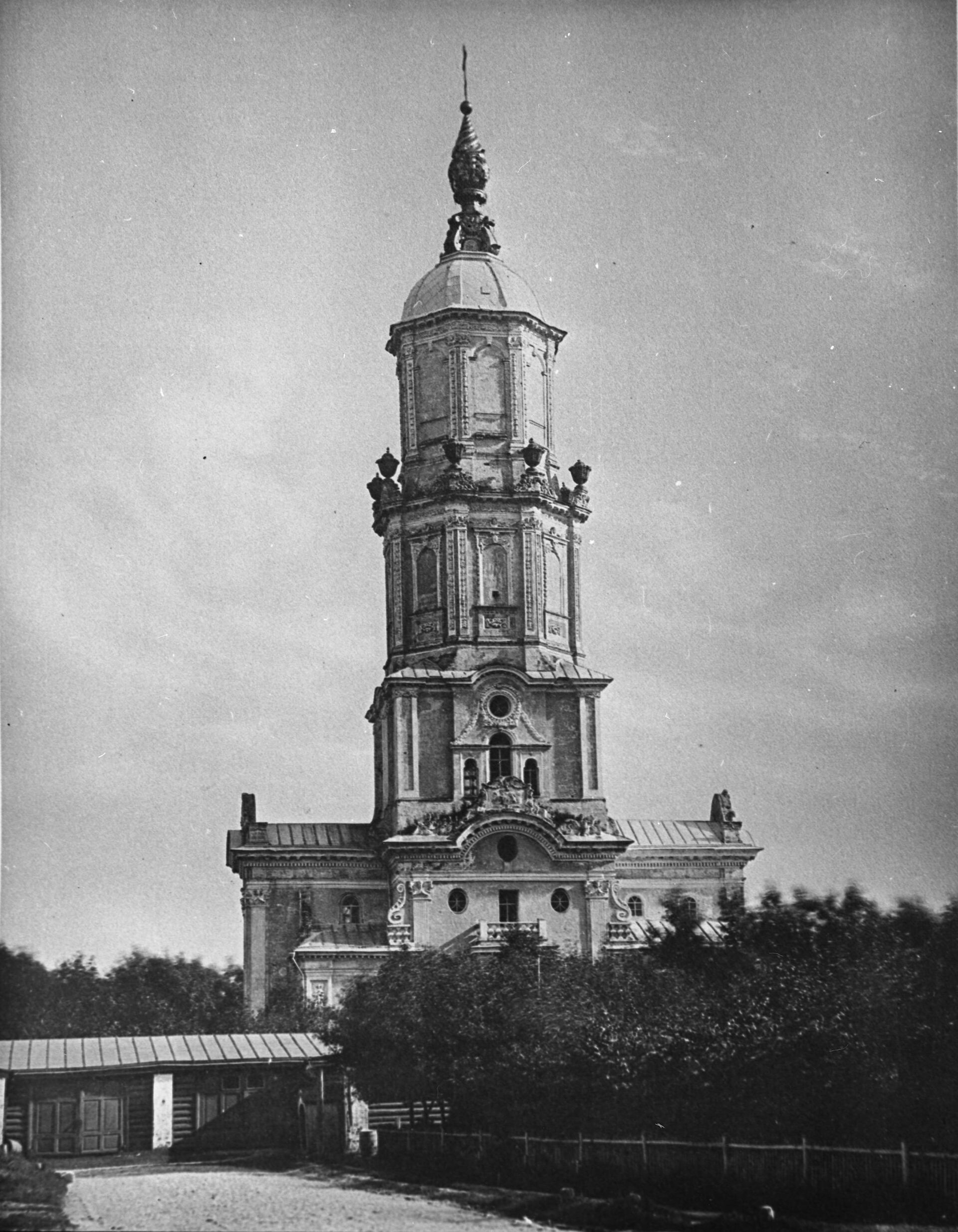
L'église à la fin du XIXe siècle.

L'église de l'Archange-Gabriel (en russe : Церковь Архангела Гавриила / Cerkov' Arxangela Gavriila), surnommée la tour Menchikov (en russe : Меншикова башня / Menšikova bašnja), est une église orthodoxe de style baroque ukrainien, construite entre 1704 et 1707 à Moscou, dans le quartier actuel Bassmany, à l'intérieur de l'Anneau des boulevards. Elle est aujourd'hui le siège du métoque du patriarcat orthodoxe d'Antioche, dont le recteur est le métropolite Niphon Seikaly, auprès de l'Église orthodoxe russe.

## Histoire
Cette église surélevée par une tour de 81 mètres (d'où son nom) fut construite sur ordre du prince Menchikov, favori de Pierre le Grand, pour remplacer une église vétuste sur les vastes terrains qu'il avait achetés quelques années auparavant (en 1699), à l'emplacement actuel du quartier du boulevard des Étangs-Purs. C'était une église ouverte aux cérémonies liturgiques pendant la saison d'été. Celles d'hiver ayant lieu dans l'église néo-classique attenante de Saint-Théodore . Elle sonnait aussi les offices des deux églises, car la tour Menchikov n'eut plus de cloche, après un incendie qui eut lieu en 1723. L'église a été fermée par les autorités soviétiques en 1923, puis plus tard, en 1948 après la Seconde Guerre mondiale confiée (ainsi que Saint-Fiodor-Stratilate) au patriarcat orthodoxe d'Antioche.
La construction de la tour Menchikov a été commandée à l'architecte Ivan Zanoudny qui fit appel à Domenico Trezzini[réf. nécessaire]. Celui-ci dirigea une équipe d'artisans tessinois (les Fontana, Rusco, Ferrara, etc.) ou fribourgeois, ainsi que de Kostroma et de Iaroslavl .
La tour était dotée d'un carillon que le prince Menchikov acheta en Angleterre.
C'est, comme l'église de l'Intercession-de-la-Vierge de Fili, une construction de pur style baroque ukrainien  mais qui se rattache en Russie au « baroque moscovite ». Sur une base cruciforme une tour à étages est composée d'un carré surmonté de trois octogones. Les frontons sont percés de fenêtres ovales . Le portail est encadré d'énormes contreforts chantournés en forme de volutes.
Le prince Menchikov fut mandé à Saint-Pétersbourg pour y être nommé gouverneur en 1710, aussi laissa-t-il derrière lui son domaine de Moscou, et la construction intérieure de l'église, ainsi que de magnifique projets de mobilier et de décoration liturgiques, demeurèrent inachevés, le prince Menchikov étant absorbé par la construction de son palais d'Oranienbaum.